# Brindisi Montagna
Brindisi Montagna (Brìnnsese in dialetto lucano, chiamato spesso Brindisi di Montagna) è un comune italiano di 768 abitanti della provincia di Potenza in Basilicata. È noto per essere il set de La storia bandita, spettacolo in cui vengono narrate le vicende del brigante Carmine Crocco e della sua banda nel periodo postumo all'unità d'Italia.

## Geografia fisica
Sorge a 800 m s.l.m. nella parte centro-settentrionale della provincia al confine con la parte nord-occidentale della provincia di Matera. Confina con il capoluogo (24 km) oltre che con i comuni di: Trivigno (9 km), Vaglio Basilicata (13 km), Anzi (19 km), Albano di Lucania (20 km), e Tricarico (MT) (36 km).

## Storia
Nel territorio comunale sono state evidenziate testimonianze di insediamenti che risalgono al III secolo a.C. Reperti archeologici dall'Eneolitico all'epoca bizantina (X secolo d.C.) sono conservati al Museo Provinciale di Potenza e testimoniano la continua esistenza di un abitato.
Nell'Alto Medioevo si era stabilita una comunità monastica di monaci basiliani, nella Badia dedicata a Santa Maria dell'Acqua Calda, così denominata per la presenza di una falda di acqua termale. Carlo I d'Angiò, con regio decreto del 1268, affidò il feudo di Brindisi e Anzi a Guidone da Foresta, nominandolo primus dominus Brundisii de Montanea et Ansiae. I signori feudali del posto fortificarono l'abitato con un castello. Il paese, allora situato nella località di “Aia di Brindisi”, era costituito nel 1277 da 136 “fuochi” (700 abitanti circa).

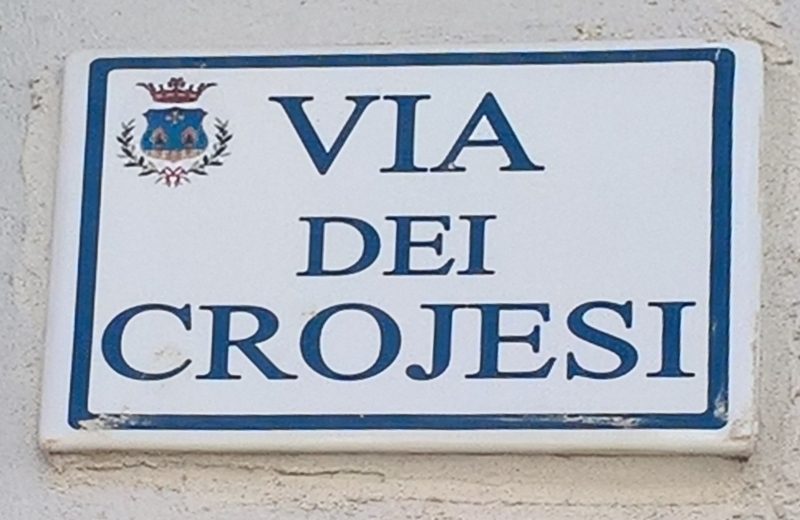
Via dei Crojesi

Dopo la conquista di Kruja nel 1478, arrivarono i primi profughi albanesi in terra di Brindisi Montagna. Testimonianza di ciò è la toponomastica nel centro storico che vi ha dedicata la Via dei Crojesi (ovvero della città di Kruja). La maggioranza di questi esuli era albanese della Grecia con proveniva dalla Morea, attuale Peloponneso. Essi ricostruirono l'abitato, ormai abbandonato e spopolato da molti secoli.
Per volontà del feudatario di Brindisi di Montagna, Pietro Antonio Sanseverino († 1559 Parigi), 9º conte di Tricarico, 4º principe di Bisignano, nel 1536, giunsero nelle terre abbandonate di Brindisi Montagna 30 famiglie di profughi di Corone, guidati da Lazzaro Mathes (o Lazaro Mathes), condottiero di nobile famiglia albanese e capitano degli stradioti, dove ricostruirono il paese alle pendici del Castello. I cognomi delle 30 famiglie greco-albanesi furono: Barbati, Basta, Bellezza, Beccia, Bello, Bianco, Biluscio, Bodino, Bubbich, Buscicchio, Canadeo, Caparriello, Caporale, Colossi, Como, Creasi, Cresio, Greco, Lech, Licumati, Manes, Mattes, Molicchio, Musciacchio, Plescia, Prete, Pulmett, Rennisi, Scura e Truppa.
La badia basiliana, abbandonata dai basiliani, fu donata dai principi Sanseverino ai monaci della Certosa di Padula; eretta a Grancia di San Demetrio nel 1503, divenne una grande azienda rurale condotta da monaci laici, raggiungendo il suo massimo splendore nel Settecento. Soppressi gli ordini monastici nel 1806, la Grancia fu acquistata da privati e poi rivenduta al Demanio verso il 1925..
Il feudo di Brindisi passò dai Sanseverino ai D'Erario, agli Antinori, ai Battaglia e, da ultimo, ai Fittipaldi.
Nel 1799 anche Brindisi di Montagna partecipò ai moti libertari, capeggiati dal sacerdote Don Fabrizio De Grazia, erigendo l'albero della libertà in piazza. Dal 1860 al 1864 bande di briganti infestavano i boschi circostanti: il 2 novembre 1861, grazie ad un'improvvisa coltre di nebbia che ammantò il paese, i brindisini furono risparmiati dall'incursione delle bande di Crocco, Borjes e Serravalle.

### Simboli
Lo stemma di Brindisi Montagna rappresenta due covoni di spighe di grano sormontati da una croce. Il gonfalone è un drappo di azzurro.

## Monumenti e luoghi d'interesse

### Parco della Grancia
Il Parco della Grancia si estende su un territorio di 50 ettari nel comune di Brindisi Montagna ed è il primo parco storico rurale d’Italia. All'interno del parco sono organizzate numerose attività di accoglienza e di animazione per i visitatori di ogni fascia di età. Il cinespettacolo La storia bandita si svolge su un’area scenica di grande impatto visivo, in un anfiteatro con 3.500 posti a sedere, dove circa 300 attori figuranti volontari in costume rappresentano in scena le gesta dei protagonisti delle insorgenze post unitarie. Lo spettacolo ricco di effetti speciali vanta la collaborazione del maestro Carlo Rambaldi, vincitore di tre premi Oscar. La storia è narrata dalle voci di Michele Placido, Orso Maria Guerrini, Lina Sastri e Paolo Ferrari. Le musiche invece sono composte ed eseguite da Antonello Venditti, Eddy Napoli e dal maestro Di Giandomenico coronate dall'interpretazione esclusiva di un brano originale di Lucio Dalla. Il cinespettacolo racconta delle rivolte e delle insorgenze contadine meridionali, vissute attraverso le vicende tragiche della famiglia del brigante Carmine Donatelli Crocco. Il periodo della rivoluzione napoletana, la lunga marcia del Cardinale Ruffo, il Risorgimento e il Brigantaggio post-unitario vengono osservati con lo sguardo dei ceti più umili.

### Architetture religiose
- Chiesa di San Nicola di Bari del XV secolo, costruita su resti di una piccola chiesa di rito bizantino dedicata a san Nicolò
- Chiesa della Madonna delle Grazie
- Chiesa di San Vincenzo Ferreri
- Chiesa di San Giacomo
- Cappella di San Lorenzo Martire e Grancia di San Demetrio in Contrada Grancia

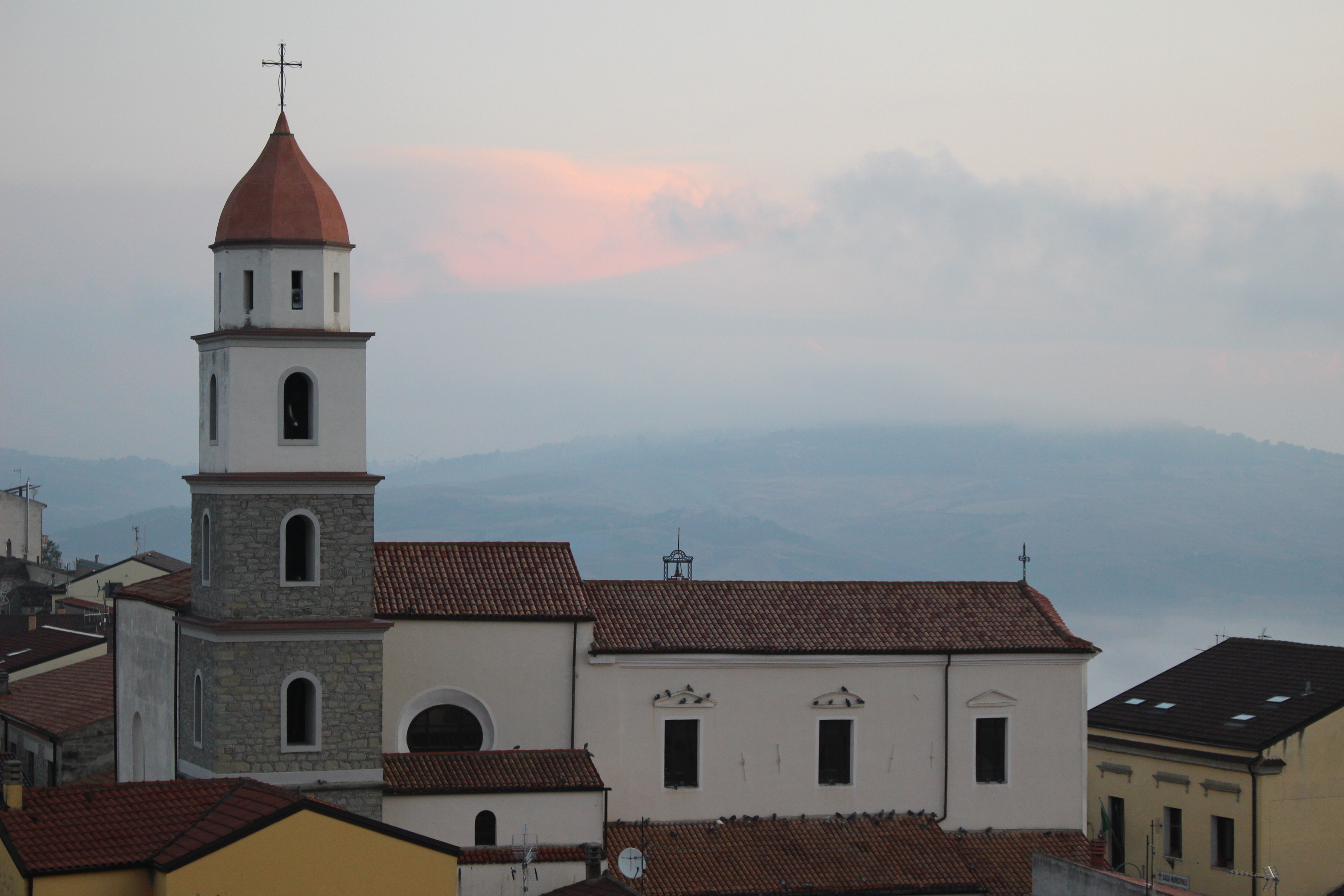
Chiesa Madre di San Nicola vista dal castello
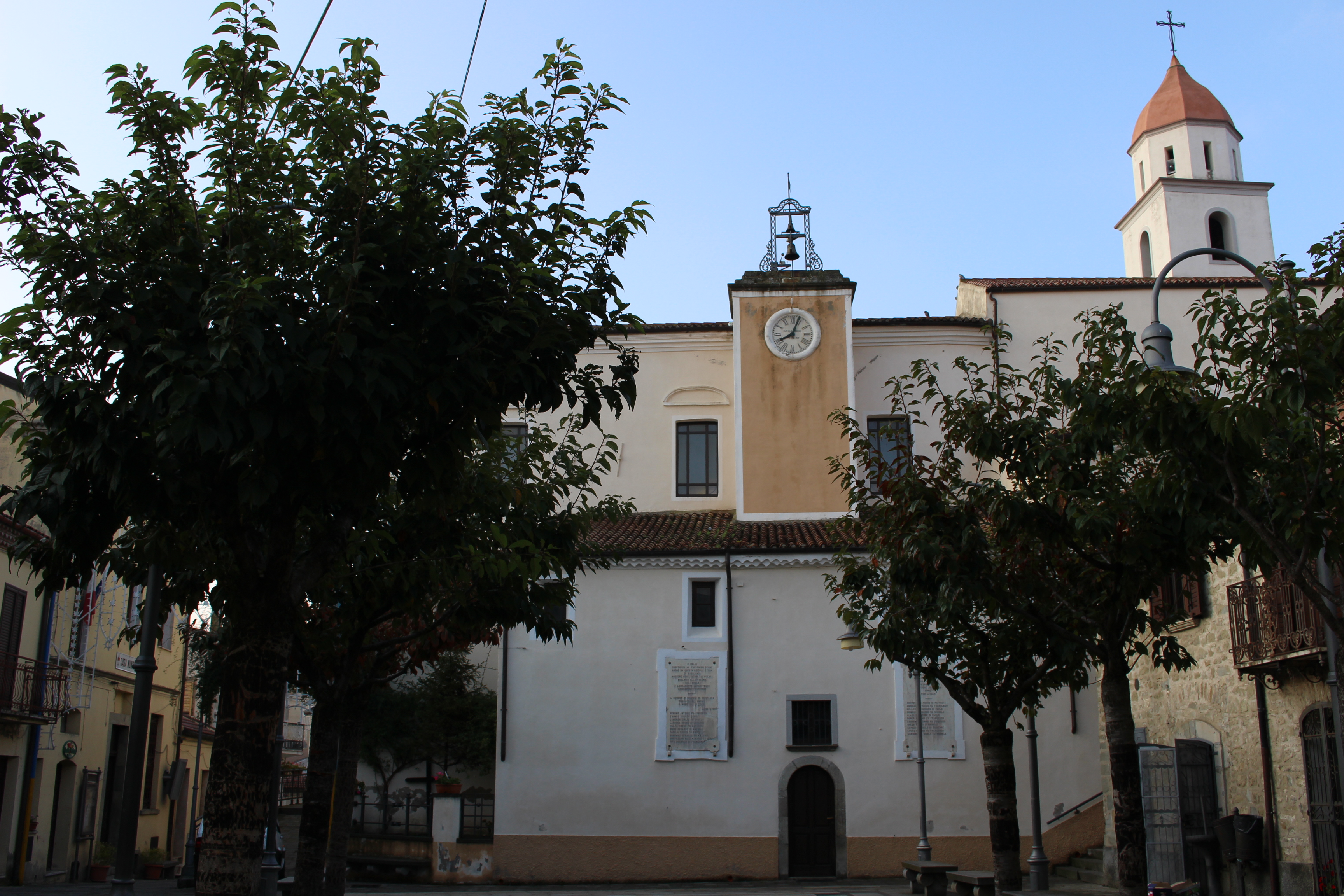
Facciata est della chiesa madre di San Nicola
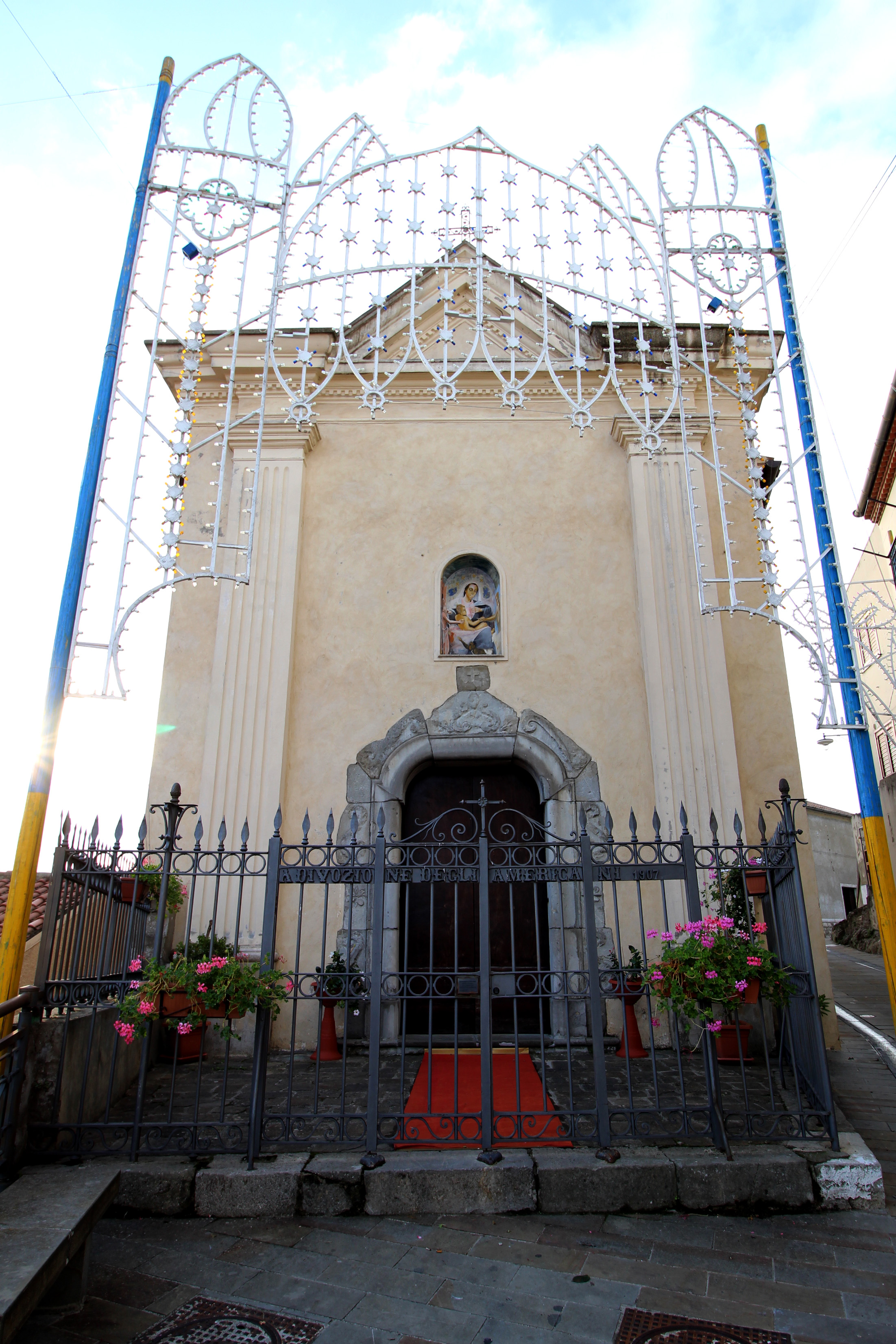
Chiesa di Santa Maria delle Grazie
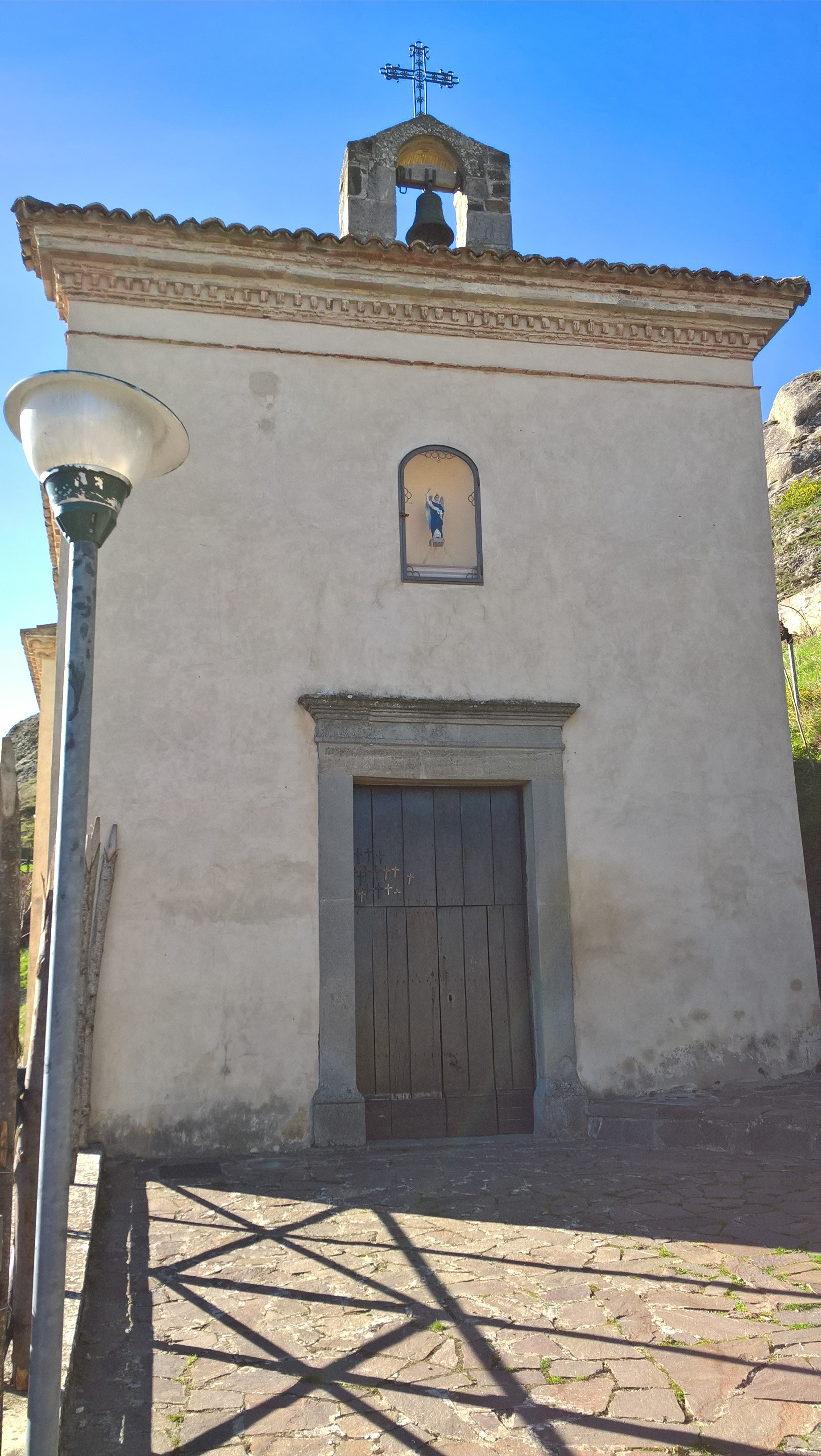
Chiesa di San Vincenzo Ferreri

### Architettura storica
- Il castello di Brindisi di Montagna o Fittipaldi-Antinori, costruito intorno al 1200, dopo una serie di interventi di restauro, è stato riaperto il 13 ottobre del 2018.[11]

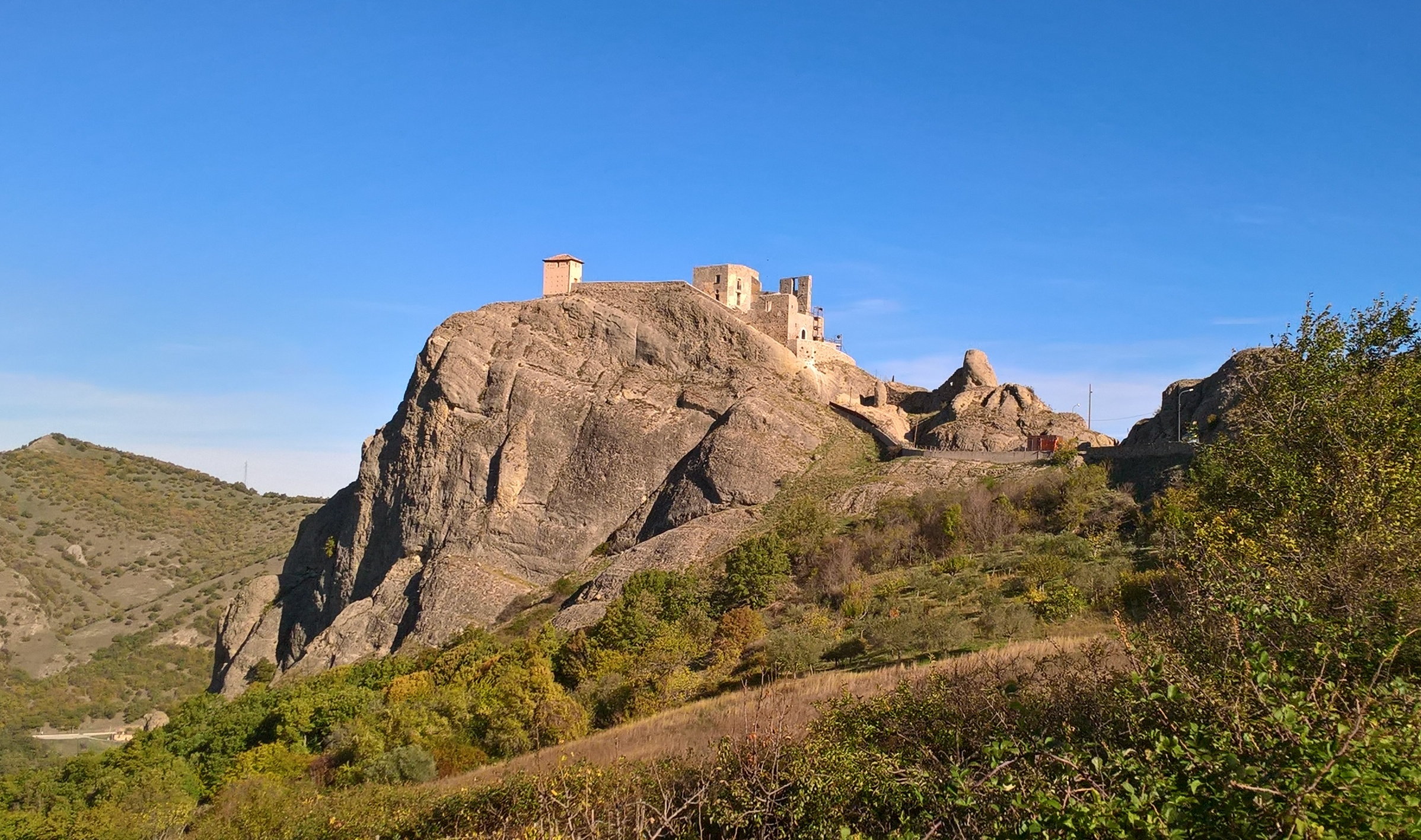
Resti dell'antica roccaforte

## Società

### Evoluzione demografica
Abitanti censiti

## Infrastrutture e trasporti

### Strade
- Strada statale 407 Basentana
- Strada provinciale 37

### Ferrovie
- Stazione di Brindisi di Montagna, sulla ferrovia Battipaglia-Potenza-Metaponto, sospesa al servizio viaggiatori

## Amministrazione

### Sindaci
| Periodo | Periodo   | Primo cittadino        | Partito                               | Carica  | Note   |
| ------- | --------- | ---------------------- | ------------------------------------- | ------- | ------ |
| 1995    | 1999      | Michele Rago           | centrodestra                          | Sindaco | [ 13 ] |
| 1999    | 2004      | Faustino Mario Bubbico | L'Ulivo                               | Sindaco | [ 13 ] |
| 2004    | 2009      | Faustino Mario Bubbico | centrosinistra                        | Sindaco | [ 13 ] |
| 2009    | 2014      | Nicola Allegretti      | lista civica                          | Sindaco | [ 13 ] |
| 2014    | 2019      | Nicola Allegretti      | lista civica Democratici progressisti | Sindaco | [ 13 ] |
| 2019    | 2024      | Gerardo Larocca        | lista civica Radici comunità e futuro | Sindaco | [ 13 ] |
| 2024    | in carica | Gerardo Larocca        | lista civica Radici comunità e futuro | Sindaco | [ 13 ] |